# 丹水池站
丹水池站位于中华人民共和国湖北省武汉市江岸区，是武汉地铁1号线的地铁车站
。

## 车站结构
车站位于解放大道与汉堤路的交汇处，沿解放大道布置。为南北走向。
车站为高架三层岛式站台，地面为解放大道主干道，上二层为车站站厅房屋。

### 楼层分布
| 地上三层 | 侧式站台，右侧开门 | 侧式站台，右侧开门                           | 侧式站台，右侧开门 | 侧式站台，右侧开门 |
|          |                    | █ 1号线 往径河（徐州新村）                   |                    |                    |
|          |                    | █ 1号线 往汉口北（新荣）                     |                    |                    |
|          | 侧式站台，右侧开门 |                                              |                    |                    |
| 地上二层 | 站厅               | 售票机、客服中心、洗手间（付费区）、聯外天橋 |                    |                    |
| 地面     |                    | 出入口                                       |                    |                    |

## 车站出口
|                                                 |      |      |  |
| 出口編號                                        | 設施 | 照片 |  |
| A                                               |      |      |  |
| B                                               |      |      |  |
| C                                               |      |      |  |
| D                                               |      |      |  |
| 注： 設有升降機 \| 設有輪椅升降台 \| 設有洗手間 |      |      |  |

## 历史
车站名称源于当地地名，是“端水吃”的地方方言混音。
丹水池站是武汉地铁1号线二期工程的站点之一。2010年7月29日正式开通运营。

## 接驳交通

### 公汽
3路、4路、211路、212路空调、232路、234路、301路、509路、577路、717路、727路、809路

## 邻近地区
百步亭花园

### 内部链接
- 武汉地铁车站列表